# 棕櫚象甲

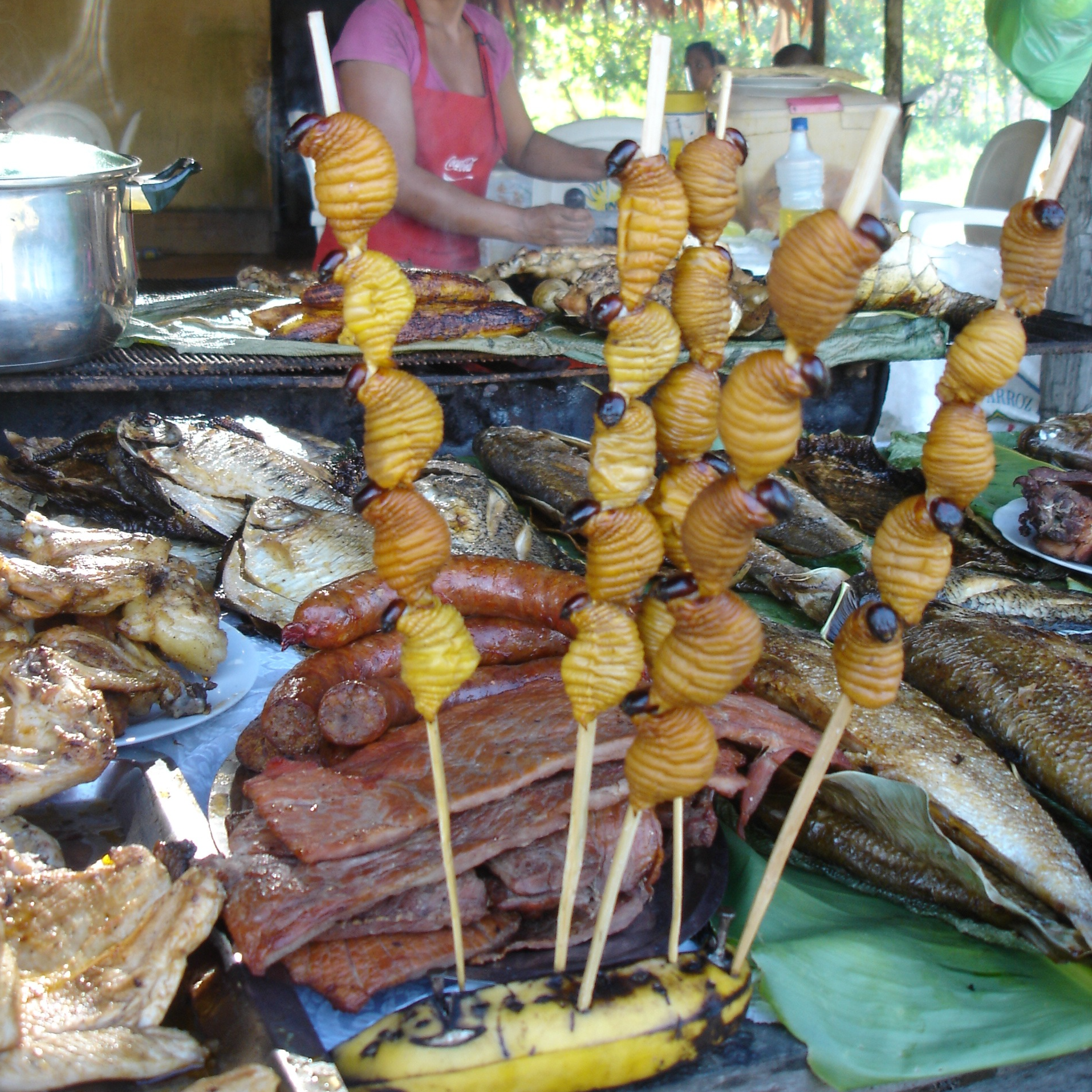
祕魯伊基托斯某市集販賣的南美棕櫚象鼻蟲幼蟲烤串。當地稱這種小吃為suri。

棕櫚象甲（學名：Rhynchophorus palmarum）又名美洲棕櫚象、南美棕櫚象鼻蟲，為象鼻蟲科棕櫚象屬的一個物種，廣泛分布於南美洲。成蟲通體黑色，體長可達5公分。成蟲與幼蟲以椰子、椰棗、油棕屬等棕櫚目植物為食，並會傳播椰子紅環腐線蟲，在當地被視為農業害蟲。

幼蟲可食用且營養價值高，富含蛋白質、礦物質、維生素A與維生素E，是祕魯、厄瓜多爾、哥倫比亞等地常見的平民小吃。